# Vương cung thánh đường Sacré-Cœur, Paris

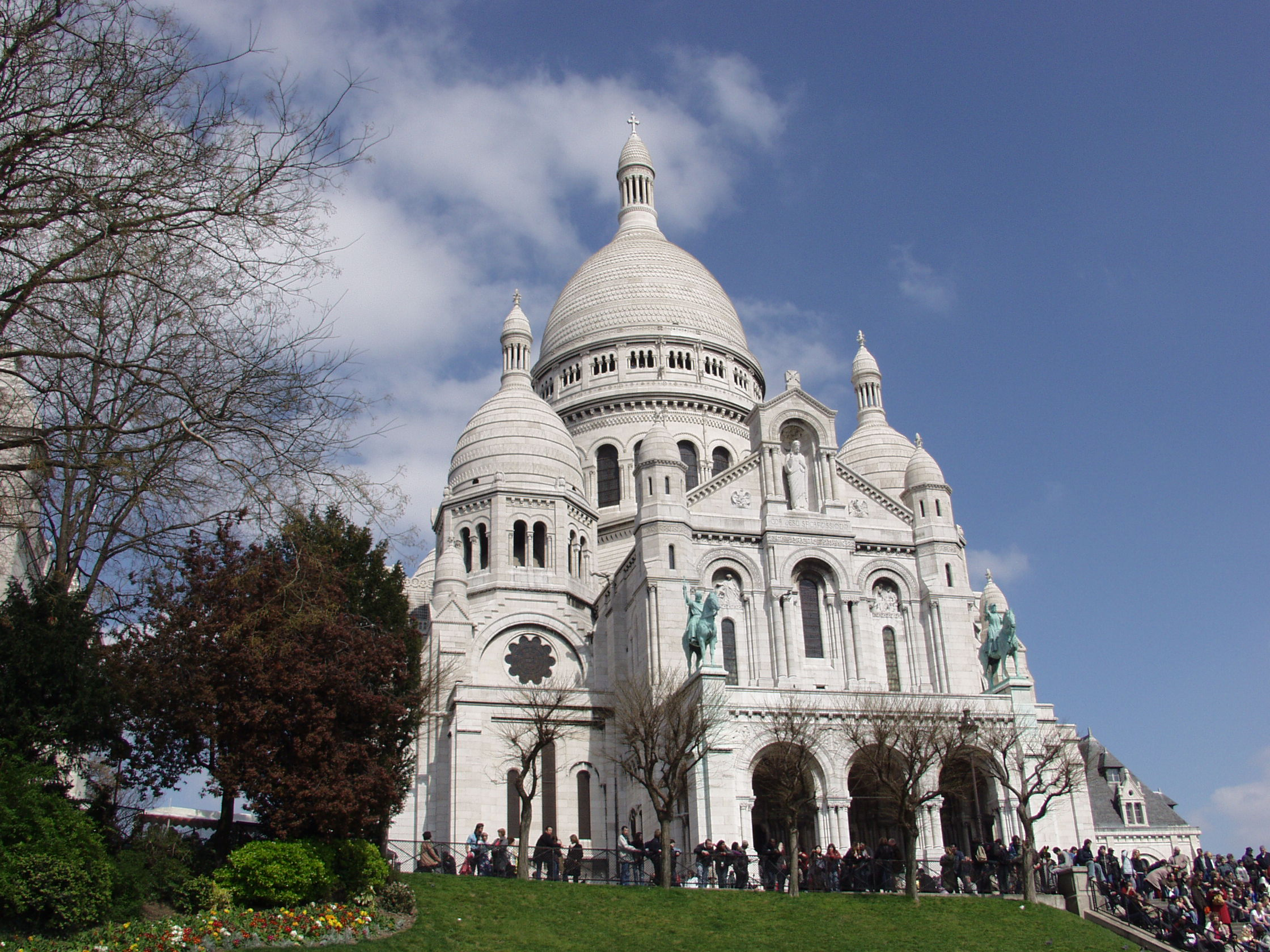
Nhà thờ Sacré-Cœur Paris

Vương cung thánh đường Sacré-Cœur (tiếng Pháp: Basilique du Sacré-Cœur, còn gọi là Nhà thờ Thánh Tâm) là một nhà thờ Công giáo nổi tiếng của Paris. Nằm trên đỉnh đồi Montmartre, thuộc Quận 18, nhà thờ Sacré-Cœur được xây dựng vào cuối thế kỷ 19, dâng cho trái tim Chúa Giêsu. Sacré-Cœur có nghĩa là Thánh Tâm.
Ngày nay, Sacré-Cœur là một nhà thờ quan trọng và một trong những địa điểm thu hút du khách nhất của thành phố Paris.
| Métro Paris | Bến tàu điện ngầm: Abbesses hoặc Anvers |

## Nhà thờ Sacré-Cœur
Nằm trên đồi Montmartre, nhà thờ Sacré-Cœur ở phía Bắc của thành phố Paris. Từ chân đồi, ngoài cầu thang bộ còn có thang máy kéo Montmartre do công ty RATP quản lý. Phía trước nhà thờ, một điểm có thể nhìn toàn cảnh thành phố Paris, các kính viễn vọng được lắp đặt dành cho du khách. Bên cạnh Sacré-Cœur, quảng trường nhỏ Tertre là nơi các họa sĩ vẽ chân dung và biếm họa cho du khách. Nơi đây cũng tập trung nhiều nhà hàng, quán cà phê và Không gian Dalí, trưng bày các tác phẩm của Salvador Dalí.
Mặt bằng nhà thờ Sacré-Cœur mang hình thập giá lớn. Vòm chính nhà nhờ cao 55 mét, đường kính 16 mét, đỉnh cao 83 mét. Phía bên trong, hậu cung nhà thờ rộng 475 m², trang trí theo phong cách La Mã-Byzance. Các mảnh kính màu được trang trí từ năm 1903 tới năm 1920. Nhưng năm 1944, trong Chiến tranh thế giới thứ hai, các cuộc ném bom làm vỡ các cửa kính và tới năm 1946 được thực hiện lại. Tháp chuông của nhà thờ còn có quả chuông mang tên Savoyarde, lớn nhất nước Pháp.
Không chỉ là công trình tôn giáo quan trọng, nhà thờ Sacré-Cœur ngày nay còn là địa điểm thu hút du khách thứ hai Paris, chỉ sau nhà thờ Đức Bà. Năm 2005, Sacré-Cœur đón tiếp khoảng 8 triệu lượt khách, đứng trên cả tháp Eiffel và bảo tàng Louvre. Hình ảnh nhà thờ nổi tiếng còn xuất hiện trong các tác phẩm nghệ thuật. Trong số đó có thể kể tới bộ phim Sabrina năm 1954 với Audrey Hepburn hay Le fabuleux destin d'Amélie Poulain năm 2001 với Audrey Tautou.
|  |  |  |  |

## Lịch sử

### Bối cảnh
Dự định xây dựng Sacré-Cœur được bắt đầu vào một thời kỳ chính trị phức tạp. Mặc dù công trình thường được cho là để tượng niệm các binh lính của Công xã Paris, nhưng sự thực ý định xây dựng nhà thờ Sacré-Cœur có từ năm 1870, trong khi Công xã Paris xảy ra vào năm sau đó.
Năm 1870, chiến tranh Pháp-Phổ nổ ra. Hội nghị giám mục ở Vatican bị gián đoạn và Giáo hoàng Piô IX, không còn được quân Pháp bảo vệ, trở thành bị giam lỏng ở Vatican. Nước Pháp thua trận, Quân đội Đức chiếm một phần lãnh thổ. Ý định xây dựng nhà thờ xuất phát từ hai nhà tư sản Paris, Alexandre Legentil và Hubert Rohault de Fleury. Legentil và Rohault, cùng lấy hai con gái nhà Charles Marcotte, từng là các quan chức cao cấp thời Louis-Philippe. Ngay khi Paris bắt đầu bị vây hãm, Legentil và Rohault cùng tất cả gia đình chuyển tới Poitiers. Vốn rất sùng đạo, hai người cho rằng nước Pháp thua trận vì đã mang tội lỗi. Do vậy, cần phải xây dựng một nhà thờ để tỏ lòng thành tâm.
Ngày 18 tháng 1 năm 1872, giám mục Paris, Hồng y Joseph Hippolyte Guibert chấp nhận lời đề nghị xây dựng nhà thờ và Montmartre được chọn làm địa điểm. Ngày 5 tháng 3 năm 1873, Joseph Hippolyte Guibert gửi một bức thư tới Jules Simon, bộ trưởng Bộ Văn hóa, thỉnh cầu xây dựng một nhà thờ mới. Được Quốc hội phê chuẩn, khu đất trên đồi Montmartre được mua lại với giá 833 ngàn franc. Ngày 31 tháng 7 năm 1873, Giáo hoàng Piô IX cũng gửi một chiếu thư chấp nhận cho xây dựng nhà thờ Sacré-Cœur, có nghĩa là Trái tim thiêng liêng, ám chỉ Thánh Tâm Chúa Giêsu. Cùng với Sacré-Cœur, thời kỳ này, một loạt nhà thờ khác cũng được xây dựng trên khắp nước Pháp: nhà thờ ở Lourdes, nhà thờ Đức Bà Fourvière ở Lyon, nhà thờ Đức Bà Garde ở Marseille... Tài chính cho việc xây dựng được quyên góp từ khắp nước Pháp.
Địa điểm của Sacré-Cœur, đồi Montmartre vốn là một địa điểm tôn giáo lâu đời của Paris. Những nhà nguyện, tu viện đã có ở đây từ thế kỷ 5. Đỉnh đồi Montmartre, cao 129 mét so với mực nước biển, là một trong những điểm cao nhất Paris.

### Xây dựng

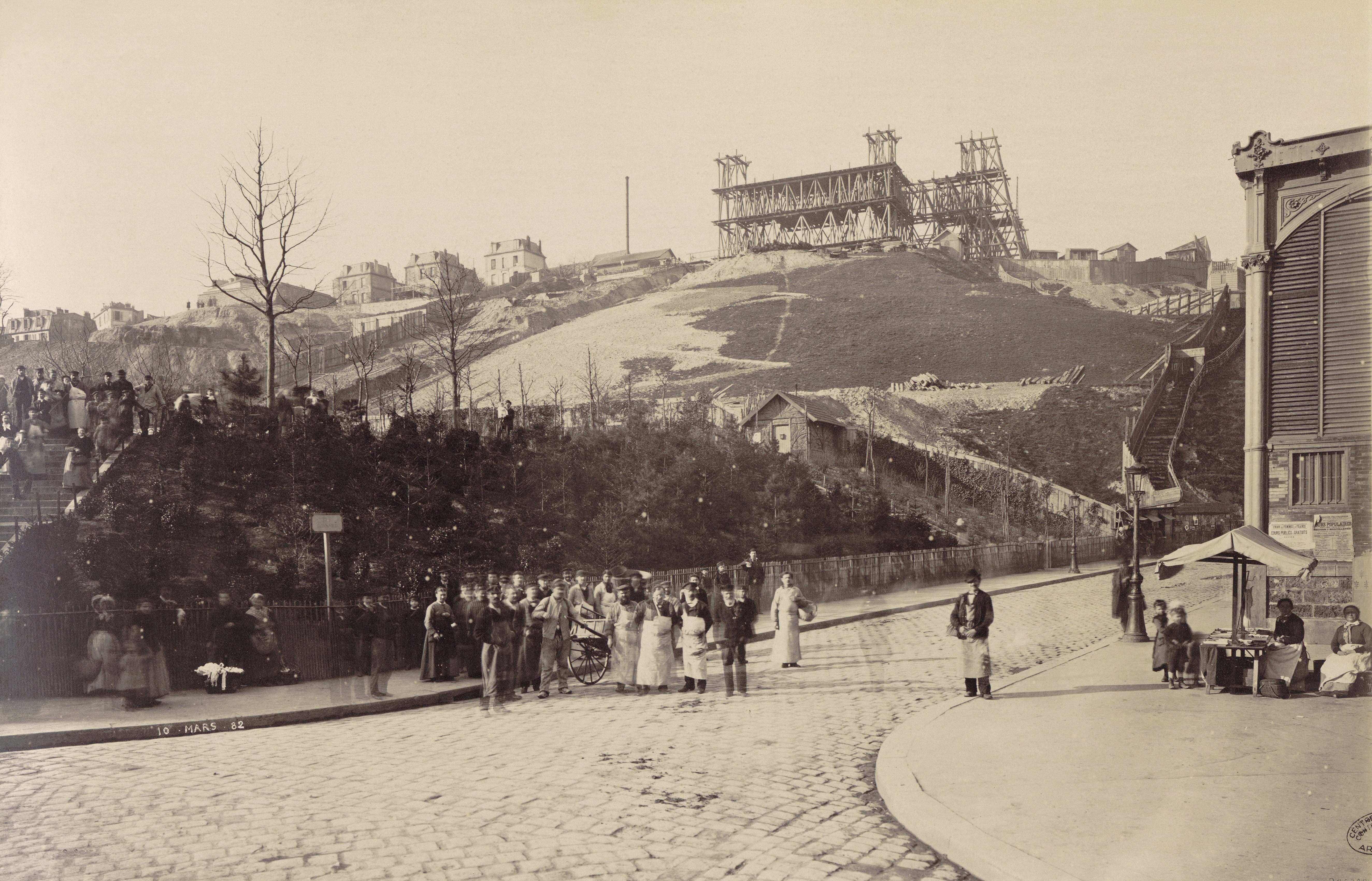
Xây dựng nhà thờ Sacré-Cœur, 10 tháng 3 năm 1882

Từ 1 tháng 2 tới 30 tháng 6 năm 1874, một cuộc thi kiến trúc được tổ chức. 78 bản thiết kế được gửi tới và người thắng cuộc là kiến trúc sư Paul Abadie. Bản thiết kế của Paul Abadie mang phong cách kiến trúc La Mã và kiến trúc xứ Byzance, Sacré-Cœur lấy cảm hứng từ nhà thờ Hagia Sophia ở Istanbul và San Marco ở Venezia hay Ravenna. So với những nhà thờ của thời Trung Cổ, như nhà thờ Đức Bà với phong cách Gothic, thì Sacré-Cœur có dáng vẻ khác hẳn.
Việc thi công được bắt đầu vào ngày 16 tháng 6 năm 1875 và viên đá đầu tiên được đặt xuống vào ngày 16 tháng 10. Xây dựng trên nền đất sét, móng của nhà thờ đã phải đào sâu xuống 33 mét, với 83 cọc bê tông. Năm 1878, việc thi công được tiến hành ở phần hầm và năm 1881 tiếp đến xây dựng nhà thờ.
Năm 1884, Paul Abadie mất và năm kiến trúc sư khác kế tiếp công việc: Honoré Daumet 1884-1886, Jean-Charles Laisné 1886-1891, Henri-Pierre-Marie Rauline 1891-1904, Lucien Magne 1904-1916, Jean-Louis Hulot 1916-1924. Giám mục Paris, Hồng y Joseph Hippolyte Guibert mất năm 1886, tiếp đó Hồng y François-Marie-Benjamin Richard cũng mất năm 1903 và cuối cùng Hồng y Léon-Adolphe Amette là người hoàn thành dự án.
Ngày 16 tháng 10 năm 1895, quả chuông lớn của giáo xứ Savoie dâng tặng được chuyển tới. Mang tên thánh Savoyarde, quả chuông đường kính 3 mét và nặng 18.835 kg, được anh em nhà Paccard đúc tại Annecy năm 1895. Tới năm 1914, công việc hoàn thành. Lễ cung hiến được dự định vào 17 tháng 10 năm 1914, nhưng Chiến tranh thế giới thứ nhất nổ ra. Cho tới tận 17 tháng 10 năm 1919, buổi lễ mới được tổ chức. Số tiền xây dựng nhà thờ Sacré-Cœur, tính theo năm 1923, lên tới 45 triệu franc do các giáo xứ ở khắp nước Pháp quyên góp. Tượng đài mở cửa hàng ngày từ 6:30 sáng đến 10:30 tối.